# Максимково (городской округ Клин)
Максимково — деревня в Клинском районе Московской области, в составе Зубовского сельского поселения. Население — 71 чел. (2010). До 2006 года Максимково входило в состав Новощаповского сельского округа.
Деревня расположена в вцентральной части района, примерно в 6,5 км к северо-востоку от райцентра Клин, на безымянном левом притоке реки Лутосня (правый приток Сестры), высота центра над уровнем моря 179 м. Ближайшие населённые пункты — Новощапово на юго-западе и Опалево на северо-востоке. Через деревню проходит автодорога А108 Московское большое кольцо.

## Население
| 2002 | 2006 | 2010 |
| ---- | ---- | ---- |
| 72   | ↘51  | ↗71  |